# Э
Э, э (на руски: е оборотное, „обратно е“) е буква от кирилицата. В руския и беларуския представя полуотворената предна незакръглена гласна [ɛ], което отговаря на книжовния изговор на „е“ в българския език. В руския език тя се разграничава по звукова стойност от буквата Е, чието произношение на руски е [jе] (йе).
Освен в посочените славянски езици, буквата э се употребява и в някои тюркски, угро-фински и кавказки езици, на територията на бившия СССР, както и в монголския. Тя не се употребява в българския, сръбския, и други.

## Кодове
| кодова таблица | буква  | десетично | шестнадесетично | осмично | двоично     |
| -------------- | ------ | --------- | --------------- | ------- | ----------- |
| Уникод         | главна | 1069      | 042D            | 2055    | 10000101101 |
| Уникод         | малка  | 1101      | 044D            | 2115    | 10001001101 |
| ISO 8859-5     | главна | 205       | CD              | 315     | 11001101    |
| ISO 8859-5     | малка  | 237       | ED              | 355     | 11101101    |
| KOI 8          | главна | 252       | FC              | 374     | 11111100    |
| KOI 8          | малка  | 220       | DC              | 334     | 11011100    |
| Windows 1251   | главна | 221       | DD              | 335     | 11011101    |
| Windows 1251   | малка  | 253       | FD              | 375     | 11111101    |